# Тесарж, Ян
Ян Тесарж (чеш. Jan Tesař; род. 26 марта 1990, Брандис-над-Лабем-Стара-Болеслав, Среднечешский край, Чехословакия) — чешский легкоатлет, специализирующийся в беге на 400 метров. Бронзовый призёр чемпионата Европы в помещении 2015 года в эстафете 4×400 метров. Бронзовый призёр Универсиады в беге на 400 метров (2015). Двукратный чемпион Чехии.

## Биография
В начале карьеры специализировался в барьерном беге, сочетая выступления на дистанциях 110 и 400 метров. Долгое время не отличался высокими результатами, после чего решил попробовать себя в «гладком» беге на 1 круг. В первый же сезон после смены специализации стал серебряным призёром национального чемпионата с личным рекордом 46,56. Благодаря этому достижению заслужил вызов в сборную, в составе которой дебютировал на международной арене на чемпионате Европы 2012. В личном виде Ян смог преодолеть стадию предварительных забегов, а в полуфинале занял 20-е место в общем зачёте.
Выступал в эстафете на чемпионате мира 2013 года (чехи оказались далеки от попадания в решающий забег) и в финале чемпионата Европы 2014 года (7-е место).
2015 год стал одним из самых успешных в карьере Яна. На зимнем чемпионате страны он установил личный рекорд 46,21 и занял второе место, уступив лишь чемпиону мира Павлу Маслаку. Смог отобраться в полуфинал чемпионата Европы в помещении в личном виде, а в эстафете 4×400 метров завоевал бронзовую медаль с национальным рекордом (3.04,09). Летом занял третье место в беге на 400 метров на Универсиаде в корейском городе Кванджу: для этого Яну потребовалось показать в финал лучший результат в карьере — 45,73.
На чемпионате Европы 2016 года вместе с Павлом Маслаком, Михалом Десенским и Патриком Шормом установил рекорд Чехии в предварительном забеге эстафеты — 3.02,66. В финале им не удалось улучшить результат, и они финишировали четвёртыми.
Тренируется под руководством своего отца, Яна Тесаржа-старшего.

## Основные результаты
| Год  | Турнир                       | Место проведения      | Дисциплина       | Место       | Результат |
| ---- | ---------------------------- | --------------------- | ---------------- | ----------- | --------- |
| 2012 | Чемпионат Европы             | Хельсинки, Финляндия  | 400 м            | 20-е (1/2)  | 47,27     |
| 2013 | Чемпионат мира               | Москва, Россия        | эстафета 4×400 м | 19-е (заб.) | 3.04,54   |
| 2014 | Командный чемпионат Европы   | Брауншвейг, Германия  | 400 м            | 11-е        | 47,46     |
| 2014 | Командный чемпионат Европы   | Брауншвейг, Германия  | эстафета 4×400 м | —           | DQ        |
| 2014 | Чемпионат Европы             | Цюрих, Швейцария      | 400 м            | 30-е (заб.) | 46,65     |
| 2014 | Чемпионат Европы             | Цюрих, Швейцария      | эстафета 4×400 м | 7-е         | 3.04,56   |
| 2015 | Чемпионат Европы в помещении | Прага, Чехия          | 400 м            | 8-е (1/2)   | 47,11     |
| 2015 | Чемпионат Европы в помещении | Прага, Чехия          | эстафета 4×400 м | 3-е         | 3.04,09   |
| 2015 | Универсиада                  | Кванджу, Южная Корея  | 400 м            | 3-е         | 45,73     |
| 2016 | Чемпионат Европы             | Амстердам, Нидерланды | эстафета 4×400 м | 4-е         | 3.03,86   |